# Pangasius kinabatanganensis
Pangasius kinabatanganensis ist eine Fischart aus der Gattung Pangasius innerhalb der Familie der Haiwelse. Die Art kommt endemisch im Kinabatanganbecken in Nordost-Borneo vor.

## Merkmale
Pangasius kinabatanganensis erreicht eine Körperlänge von etwa 60 cm. Die Art ähnelt stark  Pangasius lithostoma, weist aber eine Gaumenbezahnung auf, die aus einer einzigen zusammenhängenden Platte am Pflugscharbein besteht, sowie einen Fortsatz des Humerus, der etwa halb so lang wie der Hartstrahl der Brustflosse ist. Die Kiemenreuse trägt am ersten Bogen 22 bis 25 Strahlen. Die Afterflosse ist groß und weist 27 bis 30 Weichstrahlen auf. Die Fettflosse und die Bauchflossen sind ebenfalls groß.